# جيرهارد فيشر (مخترع)
جيرهارد فيشر (بالألمانية: Gerhard Fischer؛ بالإنجليزية: Gerhard Fischer) هو شخصية أعمال ومهندس ومخترِع ألماني وأمريكي، ولد في 18 مارس 1899 في لاندسهوت في ألمانيا، وتوفي في 2 مايو 1988 في بالو ألتو في الولايات المتحدة.